# 판교동
판교동(板橋洞)은 대한민국 성남시 분당구의 행정동이자 법정동이다.

## 개요
판교의 유래는 마을 앞 개울에 넓은 ‘판자’로 다리를 놓은 데서 비롯된 것이라 한다. 마을 앞 개울에 '너더리', '너분바위'가 있었는데. 너더리'는 '널다리'로 '너분바위'는 ‘광암’(廣岩)이라고 불렀다. 판교(板橋)는 ‘너더리’로 변음한 것을 한자화한 것이다. ▷ 1976년 6월 10일 동명칭을 판교동으로 변경하였고, 1991년 9월 17일 분당구 판교동이 되었다. 조선시대에는 영남대로가 지나가는 길목이었으며, 조선 시대에 영남 지방으로 유배를 간 사람들은 반드시 판교와 분당을 지나야 했다.

## 법정동
- 판교동

## 교육
- 판교초등학교
- 낙생초등학교
- 판교중학교
- 낙원중학교
- 낙생고등학교
- 성남외국어고등학교
- 한국외국인학교

## 주요 기관
- 한국식품연구원
- 한국석유관리원
- 한국수자원공사 수도 건설단

## 교통
- 판교역
- 판교 나들목

## 아파트
| 단지명                       | 건설사       | 시행사         | 주소                | 입주        | 비고     |
| ---------------------------- | ------------ | -------------- | ------------------- | ----------- | -------- |
| 판교원마을 1단지 파라곤      | 동양건설산업 | 대한주택공사   | 분당구 판교로 50    | 2009년 9월  |          |
| 판교원마을 2단지 푸르지오    | 대우건설     | 대한주택공사   | 분당구 판교로 30    | 2009년 10월 |          |
| 판교원마을 3단지 푸르지오    | 대우건설     | 대한주택공사   | 분당구 판교로 20    | 2009년 10월 |          |
| 판교원마을 4단지 푸르지오    | 대우건설     | 대한주택공사   |                     | 2009년 10월 |          |
| 판교원마을 5단지 푸르지오    | 대우건설     | 대한주택공사   | 분당구 판교원로 207 | 2009년 10월 |          |
| 판교원마을 13단지            | 양우건설     | 대한주택공사   | 분당구 서판교로 193 | 2009년 12월 |          |
| 판교원마을 10단지 힐스테이트 | 현대건설     | 대한주택공사   | 분당구 서판교로 73  | 2009년 5월  |          |
| 판교원마을 11단지 힐스테이트 | 현대건설     | 대한주택공사   | 분당구 서판교로 147 | 2009년 5월  |          |
| 판교원마을 12단지 힐스테이트 | 현대건설     | 대한주택공사   |                     | 2009년 5월  |          |
| 판교원마을 8단지 상록        | 현대건설     | 공무원연금공단 | 분당구 판교원로 255 | 2009년 6월  | 공공임대 |
| 판교원마을 6단지 로제비앙    | 대광건영㈜   | ㈜진원이앤씨   | 분당구 판교원로 209 | 2009년 5월  |          |
| 판교원마을 7단지 모아미래도  | 모아건설     | 모아건설       | 분당구 판교원로 237 | 2009년 2월  |          |
| 판교원마을 9단지 한림풀에버  | 한림건설㈜   | 한림건설㈜     | 분당구 서판교로 29  | 2009년 3월  |          |